# Liste der Einträge im National Register of Historic Places im Warren County (Mississippi)
Diese Liste der Einträge im National Register of Historic Places im Warren County (Mississippi) enthält alle in Warren County, Mississippi in das National Register of Historic Places eingetragenen Gebäude, Bauwerke, Objekte, Stätten oder historischen Distrikte.
Diese Liste entspricht dem Bearbeitungsstand des National Park Service/National Register of Historic Places vom 25. Oktober 2024.

## Legende
| NRHP | Historic Place             |
| NHL  | National Historic Landmark |
| HD   | National Historic District |

## Aktuelle Einträge
| [ 2 ] | Name                                                 | Bild                                     | Eintragsdatum                  | Lage | Ort       | Beschreibung                                          |
| ----- | ---------------------------------------------------- | ---------------------------------------- | ------------------------------ | --- | --------- | ----------------------------------------------------- |
| 1     | 1300 Grove Street House                              |                                          | 29. Nov. 1983 ID-Nr. 83003976  | 1300 Grove St. 32° 21′ 3″ N, 90° 52′ 27,8″ W | Vicksburg |                                                       |
| 2     | Anchuca                                              | Anchuca                                  | 22. März 1982 ID-Nr. 82003113  | 1010 1st E. St. 32° 21′ 16″ N, 90° 52′ 38″ W | Vicksburg |                                                       |
| 3     | Anshe Chesed Cemetery                                | weitere Bilder                           | 10. Sep. 2014 ID-Nr. 14000569  | Grove St. 32° 20′ 43,4″ N, 90° 51′ 14″ W | Vicksburg |                                                       |
| 4     | Balfour House                                        | Balfour House                            | 26. Okt. 1971 ID-Nr. 71000458  | 1002 Crawford St. 32° 20′ 51″ N, 90° 52′ 43″ W | Vicksburg |                                                       |
| 5     | Battery #4 Powder Magazine                           |                                          | 24. Apr. 2023 ID-Nr. 100007427 | 600 Fort Hill Drive 32° 21′ 32,4″ N, 90° 52′ 39,4″ W | Vicksburg |                                                       |
| 6     | Beck House                                           | Beck House                               | 29. März 1979 ID-Nr. 79001336  | 1101 South St. 32° 20′ 52″ N, 90° 52′ 38″ W | Vicksburg |                                                       |
| 7     | Belle Fleur                                          | Belle Fleur                              | 7. Mai 1992 ID-Nr. 92000469    | 1123 South Street 32° 20′ 52″ N, 90° 53′ 17″ W | Vicksburg |                                                       |
| 8     | Bethel African Methodist Episcopal Church            | weitere Bilder                           | 30. Juli 1992 ID-Nr. 92000858  | 805 Monroe St. 32° 21′ 16,4″ N, 90° 52′ 43,3″ W | Vicksburg |                                                       |
| 9     | Beulah Cemetery                                      | weitere Bilder                           | 23. Okt. 1992 ID-Nr. 92001404  | an der Straßenkreuzung der Openwood Street und Old Jackson Road 32° 21′ 26″ N, 90° 50′ 59″ W                                                                  | Vicksburg |                                                       |
| 10    | Biedenharn Candy Company Building                    | weitere Bilder                           | 2. Dez. 1977 ID-Nr. 77000793   | 1107-1109 Washington Streetan beiden Flussufern 32° 21′ 5″ N, 90° 52′ 53″ W                                                                                   | Vicksburg |                                                       |
| 11    | Big Black River Battlefield                          | weitere Bilder                           | 23. Nov. 1971 ID-Nr. 71000451  | an beiden Flussufern des Big Black River, zwischen Smith's Station und Bovina 32° 21′ 36″ N, 90° 43′ 35″ W                                                    | Bovina    |                                                       |
| 12    | Big Black River Railroad Bridge                      | Big Black River Railroad Bridge          | 16. Nov. 1988 ID-Nr. 88002418  | über den Big Black River, östlich von Bovina 32° 20′ 49″ N, 90° 42′ 17″ W                                                                                     | Bovina    |                                                       |
| 13    | Blum House                                           | Blum House                               | 30. Juli 1992 ID-Nr. 92000859  | 1420 Cherry Street 32° 20′ 52,5″ N, 90° 52′ 43,7″ W | Vicksburg |                                                       |
| 14    | Bobb House                                           | Bobb House                               | 8. Jan. 1979 ID-Nr. 79001337   | 1503 Harrison St. 32° 20′ 45″ N, 90° 52′ 21″ W | Vicksburg |                                                       |
| 15    | Isaac Bonham House                                   | Isaac Bonham House                       | 26. Mai 1977 ID-Nr. 77000794   | 601 Klein St. 32° 20′ 29″ N, 90° 53′ 6″ W | Vicksburg |                                                       |
| 16    | Carr Junior High School                              | weitere Bilder                           | 5. Apr. 2002 ID-Nr. 00001055   | 1805 Cherry St. 32° 20′ 41,2″ N, 90° 52′ 43,4″ W | Vicksburg |                                                       |
| 17    | Cedar Grove                                          | Cedar Grove                              | 19. Juli 1976 ID-Nr. 76001107  | 2200 Oak St. 32° 20′ 25″ N, 90° 53′ 8″ W | Vicksburg |                                                       |
| 18    | Chickasaw Bayou Battlefield                          |                                          | 24. Apr. 1973 ID-Nr. 73001028  | nördlich von Vicksburg, an der U.S. Route 61 32° 24′ 45″ N, 90° 51′ 24″ W                                                                                     | Vicksburg |                                                       |
| 19    | Christian and Brough Building                        | weitere Bilder                           | 2. Juni 2014 ID-Nr. 14000278   | 923 Washington Street 32° 21′ 11,8″ N, 90° 52′ 53,1″ W | Vicksburg |                                                       |
| 20    | Church of the Holy Trinity                           | weitere Bilder                           | 22. Mai 1978 ID-Nr. 78001633   | South und Monroe Street 32° 20′ 50″ N, 90° 52′ 47″ W | Vicksburg |                                                       |
| 21    | Confederate Avenue Brick Arch Bridge                 | weitere Bilder                           | 16. Nov. 1988 ID-Nr. 88002421  | Confederate Avenue 32° 19′ 44,5″ N, 90° 52′ 34,6″ W | Vicksburg |                                                       |
| 22    | Craig–Flowers House                                  | weitere Bilder                           | 2. Aug. 1984 ID-Nr. 84002352   | 2011 Cherry Street 32° 20′ 29″ N, 90° 52′ 43″ W | Vicksburg |                                                       |
| 23    | Davis–Mitchell House                                 | Davis–Mitchell House                     | 1. Juni 1982 ID-Nr. 82003114   | 901 Crawford Street 32° 20′ 57″ N, 90° 52′ 46″ W | Vicksburg |                                                       |
| 24    | Fairground Street Bridge                             | Fairground Street Bridge                 | 16. Nov. 1988 ID-Nr. 88002420  | über die Illinois Central Eisenbahnstrecke an der Fairground Street 32° 20′ 16″ N, 90° 53′ 25″ W                                                              | Vicksburg |                                                       |
| 25    | Federal Fortifications Along Bear Creek              |                                          | 30. Aug. 1974 ID-Nr. 74001066  | südwestlich von Youngton 32° 25′ 40″ N, 90° 38′ 6″ W | Youngton  |                                                       |
| 26    | Feld House                                           |                                          | 2. Aug. 1982 ID-Nr. 82003115   | 2108 Cherry St. 32° 20′ 26″ N, 90° 52′ 46″ W | Vicksburg |                                                       |
| 27    | Fitz–Hugh Hall                                       |                                          | 6. Nov. 1986 ID-Nr. 86003030   | 1322 Chambers St. 32° 20′ 18″ N, 90° 52′ 41″ W | Vicksburg |                                                       |
| 28    | Col. Charles C. Flowerree House                      | Col. Charles C. Flowerree House          | 29. Mai 1975 ID-Nr. 75001058   | 2309 Pearl St. 32° 20′ 25″ N, 90° 53′ 14″ W | Vicksburg |                                                       |
| 29    | Fonsylvania                                          |                                          | 7. Sep. 1984 ID-Nr. 84002355   | Fisher Ferry Road, südlich von Vicksburg 32° 11′ 33″ N, 90° 49′ 14″ W                                                                                         | Vicksburg |                                                       |
| 30    | Fort St. Pierre Site                                 | Fort St. Pierre Site                     | 16. Feb. 2000 ID-Nr. 00000263  | in der Nähe der U.S. Route 61, nördlich von Vicksburg 32° 29′ 44,2″ N, 90° 47′ 55″ W                                                                          | Vicksburg |                                                       |
| 31    | The Galleries                                        |                                          | 17. Apr. 1980 ID-Nr. 80002303  | 2421 Marshall Street 32° 20′ 14″ N, 90° 53′ 3,8″ W | Vicksburg |                                                       |
| 32    | Gilland-Hudson House                                 |                                          | 10. Jan. 2024 ID-Nr. 100009721 | 1810 Cherry Street 32° 20′ 40,9″ N, 90° 52′ 46,2″ W | Vicksburg |                                                       |
| 33    | Glenwood–Vicklan Historic District                   | Glenwood–Vicklan Historic District       | 3. Nov. 2009 ID-Nr. 09000886   | inkludiert sind die Vicklan Street, der Glenwood Circle, Edna Drive und Chambers Street 32° 20′ 19,6″ N, 90° 52′ 14,3″ W                                      | Vicksburg |                                                       |
| 34    | Duff Green House                                     | weitere Bilder                           | 11. Jan. 1979 ID-Nr. 79001338  | 806 Locust St. 32° 21′ 15″ N, 90° 52′ 32″ W | Vicksburg |                                                       |
| 35    | Grove Street Houses                                  | weitere Bilder                           | 8. Mai 1980 ID-Nr. 80002304    | 1117 und 1121 Grove Street 32° 21′ 6″ N, 90° 52′ 34″ W | Vicksburg |                                                       |
| 36    | Grove Street–Jackson Historic District               | Grove Street–Jackson Historic District   | 21. Nov. 2007 ID-Nr. 05001613  | entlang der Grove und Jackson Street, zwischen der Cherry Street und 1st N. Street 32° 21′ 6,7″ N, 90° 52′ 33,3″ W                                            | Vicksburg |                                                       |
| 37    | Guider House                                         | Guider House                             | 8. Mai 1980 ID-Nr. 80002305    | 1115 Grove Street 32° 21′ 5″ N, 90° 52′ 35″ W | Vicksburg |                                                       |
| 38    | P.M. Harding House                                   | P.M. Harding House                       | 17. Juli 1986 ID-Nr. 86001674  | 1402 Chambers Street 32° 20′ 18″ N, 90° 52′ 35″ W | Vicksburg |                                                       |
| 39    | Hotel Vicksburg                                      | weitere Bilder                           | 4. Juni 1979 ID-Nr. 79001339   | 801 Clay Street 32° 21′ 0″ N, 90° 52′ 50″ W | Vicksburg |                                                       |
| 40    | Joel and Margaret Hullum House                       |                                          | 5. Juli 1984 ID-Nr. 84002358   | 749 Mallet Road 32° 12′ 47″ N, 90° 52′ 27″ W | Vicksburg |                                                       |
| 41    | Hyland Mound Archeological Site                      |                                          | 30. Aug. 2001 ID-Nr. 01000920  | Adresse nicht veröffentlicht | Vicksburg |                                                       |
| 42    | Jackson Street Missionary Baptist Church             | Jackson Street Missionary Baptist Church | 11. Jan. 2017 ID-Nr. 100000538 | 1416 Jackson Street 32° 21′ 7″ N, 90° 52′ 19,7″ W | Vicksburg |                                                       |
| 43    | Fannie Willis Johnson House                          | Fannie Willis Johnson House              | 8. Apr. 1988 ID-Nr. 88000241   | 2430 Drummond Street 32° 20′ 9″ N, 90° 52′ 54″ W | Vicksburg |                                                       |
| 44    | Dr. Isaac Cecil Knox House                           | Dr. Isaac Cecil Knox House               | 18. Sep. 1990 ID-Nr. 90001478  | 2823 Confederate Avenue 32° 19′ 14″ N, 90° 53′ 2″ W | Vicksburg |                                                       |
| 45    | John Lane House                                      | John Lane House                          | 6. Mai 1982 ID-Nr. 82003116    | 905 Crawford St. 32° 20′ 56″ N, 90° 52′ 45″ W | Vicksburg |                                                       |
| 46    | W.W. Lassiter Wholesale Grocery Warehouse            |                                          | 7. März 1994 ID-Nr. 94000149   | 1308 Levee St. 32° 21′ 1″ N, 90° 53′ 3″ W | Vicksburg |                                                       |
| 47    | Loosa Yokena Archeological Site                      |                                          | 8. Mai 2001 ID-Nr. 01000481    | Adresse nicht veröffentlicht | Kimberly  |                                                       |
| 48    | Luckett Compound                                     | Luckett Compound                         | 28. Juli 1983 ID-Nr. 83000968  | 1116–1122 Crawford Street 32° 20′ 53″ N, 90° 52′ 36″ W | Vicksburg |                                                       |
| 49    | The Magnolias                                        | weitere Bilder                           | 26. Feb. 1987 ID-Nr. 87000217  | 1617 Monroe Street 32° 20′ 44,9″ N, 90° 52′ 48,8″ W | Vicksburg |                                                       |
| 50    | Magruder–Morrissey House                             | weitere Bilder                           | 24. Mai 1984 ID-Nr. 84002361   | 1117 Cherry Street 32° 21′ 3,2″ N, 90° 52′ 40,8″ W | Vicksburg |                                                       |
| 51    | Main Street Historic District                        | weitere Bilder                           | 16. Apr. 1979 ID-Nr. 79001340  | 1st East, Adams, Main und Openwoods Street, inklusive der Cherry Street 32° 21′ 12″ N, 90° 52′ 32″ W                                                          | Vicksburg |                                                       |
| 52    | McDermott House                                      |                                          | 12. Juli 1984 ID-Nr. 84002359  | 1100 South St. 32° 20′ 50″ N, 90° 52′ 40″ W | Vicksburg |                                                       |
| 53    | McNutt House                                         | McNutt House                             | 29. Mai 1975 ID-Nr. 75001059   | an der nordwestlichen Straßenecke der Monroe und E. 1st Street 32° 21′ 17″ N, 90° 52′ 45″ W                                                                   | Vicksburg |                                                       |
| 54    | Mississippi River Bridge                             | weitere Bilder                           | 14. Feb. 1989 ID-Nr. 88002423  | über den Mississippi River, an der alten U.S. Route 80 32° 18′ 54″ N, 90° 54′ 20″ W                                                                           | Vicksburg |                                                       |
| 55    | Old Courthouse, Warren County                        | weitere Bilder                           | 23. Mai 1968 ID-Nr. 68000029   | Court Square 32° 21′ 7″ N, 90° 52′ 43″ W | Vicksburg |                                                       |
| 56    | Pemberton's Headquarters                             | weitere Bilder                           | 23. Juli 1970 ID-Nr. 70000319  | 1018 Crawford Street 32° 20′ 54″ N, 90° 52′ 40″ W | Vicksburg |                                                       |
| 57    | Planters Hall                                        | weitere Bilder                           | 21. Juni 1971 ID-Nr. 71000459  | 822 Main Street 32° 21′ 14″ N, 90° 52′ 46″ W | Vicksburg | Dieser Eintrag hat eine weitere Referenz ID 88002068  |
| 58    | Polk–Sherard–Hinman House                            |                                          | 11. Mai 2018 ID-Nr. 100002423  | 2615 Confederate Avenue 32° 19′ 37,2″ N, 90° 52′ 49,1″ W | Vicksburg |                                                       |
| 59    | Rolling Acres Historic District                      |                                          | 8. Okt. 2019 ID-Nr. 100004505  | Elizabeth Circle und abgehende Straßen 32° 21′ 16,2″ N, 90° 51′ 9,7″ W                                                                                        | Vicksburg |                                                       |
| 60    | Adolph Rose Building                                 | weitere Bilder                           | 12. Nov. 1992 ID-Nr. 92001567  | 717 Clay Street 32° 21′ 0,7″ N, 90° 52′ 52,8″ W | Vicksburg |                                                       |
| 61    | St. Francis Xavier Convent                           | weitere Bilder                           | 18. Apr. 1977 ID-Nr. 77000796  | 1021 Crawford Street 32° 20′ 55″ N, 90° 52′ 39″ W | Vicksburg |                                                       |
| 62    | Shlenker House                                       | weitere Bilder                           | 17. Nov. 1983 ID-Nr. 83003975  | 2212 Cherry Street 32° 20′ 20,4″ N, 90° 52′ 46,1″ W | Vicksburg |                                                       |
| 63    | Snyder's Bluff                                       |                                          | 6. Feb. 1973 ID-Nr. 73001027   | entlang des Yazoo River, nördlich von Redwood 32° 29′ 51″ N, 90° 47′ 53,2″ W                                                                                  | Redwood   |                                                       |
| 64    | South Cherry Street Historic District                | weitere Bilder                           | 14. Nov. 2003 ID-Nr. 03001140  | entlang der Cherry und Drummond Street, von der Harrison zur Bowmar Street und der Chambers und Baum Street 32° 20′ 25″ N, 90° 52′ 42″ W                      | Vicksburg |                                                       |
| 65    | South Drummond Street Neighborhood Historic District |                                          | 28. Sep. 2015 ID-Nr. 15000667  | zwischen der Bowmar und Confederate Avenues, der Yerger, Green, 2nd, Oak Hill und Polk Street, inklusive der Halls Ferry Road 32° 19′ 51,6″ N, 90° 53′ 7,8″ W | Vicksburg |                                                       |
| 66    | South Vicksburg Public School No. 200                | South Vicksburg Public School No. 200    | 20. März 1986 ID-Nr. 86000482  | 900 Speed Street 32° 20′ 18″ N, 90° 53′ 6,4″ W | Vicksburg |                                                       |
| 67    | Tri–State Motor Coach Station                        | Tri–State Motor Coach Station            | 24. Jan. 2019 ID-Nr. 100003347 | 1511 Walnut Street 32° 20′ 50,6″ N, 90° 52′ 53,4″ W | Vicksburg |                                                       |
| 68    | Uptown Vicksburg Historic District                   | weitere Bilder                           | 19. Aug. 1993 ID-Nr. 93000850  | zwischen der Locust, South, Washington und Clay Street, der Grove, China und Veto Street 32° 20′ 55″ N, 90° 52′ 45″ W                                         | Vicksburg | Dieser Eintrag hat eine weitere Referenz ID 100004962 |
| 69    | U.S.S. CAIRO                                         | weitere Bilder                           | 3. Sep. 1971 ID-Nr. 71000068   | U.S.S. Cairo Museum 32° 22′ 33″ N, 90° 52′ 0″ W | Vicksburg |                                                       |
| 70    | Vicksburg National Military Park                     | weitere Bilder                           | 15. Okt. 1966 ID-Nr. 66000100  | nördlich und östlich von Vicksburg 32° 20′ 28″ N, 90° 51′ 43,9″ W                                                                                             | Vicksburg |                                                       |
| 71    | Old Vicksburg Public Library                         | weitere Bilder                           | 30. Juli 1992 ID-Nr. 92000857  | 819 South Street 32° 20′ 53″ N, 90° 52′ 51″ W | Vicksburg |                                                       |
| 72    | Vicksburg Siege Cave                                 |                                          | 14. März 1973 ID-Nr. 73001029  | in der Nähe des Vicksburg City Cemetery 32° 21′ 59″ N, 90° 51′ 41″ W                                                                                          | Vicksburg |                                                       |
| 73    | Walnut Hills                                         | Walnut Hills                             | 19. März 1982 ID-Nr. 82003117  | 1214 Adams Street 32° 20′ 59″ N, 90° 52′ 39″ W | Vicksburg |                                                       |
| 74    | Waterways Experiment Station                         | weitere Bilder                           | 13. Dez. 2000 ID-Nr. 00001511  | zwischen der Spillway, Durden Creek und Tennessee Road, inklusive dem Dam Spillway 32° 17′ 50″ N, 90° 52′ 10″ W                                               | Vicksburg |                                                       |
| 75    | Yazoo And Mississippi Valley Depot                   | Yazoo And Mississippi Valley Depot       | 13. Nov. 1979 ID-Nr. 79001341  | 500 Grove Street 32° 21′ 9,2″ N, 90° 52′ 58,5″ W | Vicksburg |                                                       |
| 76    | Yokena Presbyterian Church                           | weitere Bilder                           | 7. Sep. 1984 ID-Nr. 84002442   | südlich von Vicksburg, an der U.S. Route 61 32° 10′ 24,7″ N, 90° 56′ 31,2″ W                                                                                  | Vicksburg |                                                       |
| 77    | Young–Bradfield House                                | Young–Bradfield House                    | 6. Mai 1982 ID-Nr. 82003118    | 913 Crawford Street 32° 20′ 56″ N, 90° 52′ 44″ W | Vicksburg |                                                       |